# Općina Slovenska Bistrica
Općina Slovenska Bistrica (slo.:Občina Slovenska Bistrica) je općina u istočnoj Sloveniji u pokrajini Štajerskoj i statističkoj regiji Podravskoj. Središte općine je grad Slovenska Bistrica sa 6.591 stanovnikom. 

## Zemljopis
Općina Slovenska Bistrica nalazi se u istočnom dijelu Slovenije. Budući da je općina jedna od najvećih u državi u njoj se može odrediti nekoliko cjelina. Sjeverni dio općine prostire se na sjevernim južnim padinama Pohorja i planinskog je karaktera. Središnji dio općine je ravničarski, u proširenoj dolini rijeke Drave i to je najnaseljeniji dio općine. Južni dio pripada gorju Haloze, koja je brdskog karaktera i poznati vinogradarski kraj.
U općini vlada umjereno kontinentalna klima. Na području općine ima samo manjih vodotoka, koji su u slivu rijeka Drave i Dravinje. Najvažniji od njih je rječica Ložnica.

## Naselja u općini
Bojtina, Brezje pri Slovenski Bistrici, Bukovec, Cezlak, Cigonca, Devina, Dolgi Vrh, Drumlažno, Črešnjevec, Farovec, Fošt, Frajhajm, Gabernik, Gaj, Gladomes, Hošnica, Ješovec, Jurišna vas, Kalše, Kebelj, Klopce, Kočno ob Ložnici, Kočno pri Polskavi, Korplje, Kostanjevec, Kot na Pohorju, Kovača vas, Križni Vrh, Laporje, Leskovec, Levič, Lokanja vas, Lukanja, Malo Tinje, Modrič, Nadgrad, Ogljenšak, Ošelj, Planina pod Šumikom, Podgrad na Pohorju, Pokoše, Pragersko, Preloge, Prepuž, Pretrež, Razgor pri Žabljeku, Rep, Ritoznoj, Sele pri Polskavi, Sevec, Slovenska Bistrica, Smrečno, Spodnja Ložnica, Spodnja Nova vas, Spodnja Polskava, Spodnje Prebukovje, Stari Log, Šentovec, Tinjska Gora, Trnovec pri Slovenski Bistrici, Turiška vas na Pohorju, Urh, Veliko Tinje, Videž, Vinarje, Visole, Vrhloga, Vrhole pri Laporju, Vrhole pri Slovenskih Konjicah, Zgornja Bistrica, Zgornja Brežnica, Zgornja Ložnica, Zgornja Nova vas, Zgornja Polskava, Zgornje Prebukovje, Šmartno na Pohorju, Žabljek

## Vanjske poveznice
- Službena stranica općina